# Asunción Gómez Pérez
Asunción Gómez-Pérez (Azuaga, Badajoz, 3 de septiembre de 1967) es una investigadora y académica española especialista en inteligencia artificial. Fue vicerrectora de Investigación, Innovación y Doctorado (2016-2024) y es catedrática de la Universidad Politécnica de Madrid (UPM). En 2015, recibió el Premio Nacional de Informática ARITMEL, el Premio Anual de Investigación de la UPM y el Premio a las Mejores Ideas de Negocio XII. Es también Premio Ada Byron a la mujer tecnóloga. Es licenciada en Informática e investigadora española en la web semántica en el marco de la inteligencia artificial. El 21 de mayo de 2023 ingresó en la Real Academia Española.

## Biografía
Nació en la provincia de Badajoz y estudió informática en Madrid y se licenció en 1991 en la Facultad de Informática. Es doctora en Informática por la Universidad Politécnica de Madrid (UPM) en 1993. En 1994 estudió un Máster en Administración y Dirección de Empresas (MBA) en la Universidad Pontificia Comillas (ICADE). Entre 1994 y 1995 investigó sobre ontologías en el Knowledge Systems Laboratory de la Universidad Stanford. Creó el primer grupo de investigación en la escuela de informática de la UPM, el Ontology Engineering Group (OEG), que dirige desde 1995. Su nombre aparece en la lista del 2 % de los científicos más citados del mundo en todas las áreas del conocimiento publicada anualmente por la Universidad de Stanford. Sus escritos suman más de trescientas publicaciones en revistas científicas, libros y monográficos colectivos con un impacto elevado: tiene más de 26 000 citas acumuladas, un índice h de 66, y un índice i10 de 198.

### Trayectoria profesional
Entre los años 1995 y 1998 fue directora ejecutiva del Laboratorio de Inteligencia Artificial de la Facultad de Informática (FI). Fue directora del Departamento de Inteligencia Artificial de la UPM de 2008 a 2016, y directora académica del Máster Universitario en Inteligencia Artificial y del Doctorado en Inteligencia Artificial en la UPM entre 2009 y 2016. Ha sido profesora interina entre los años 1991 y 1995, profesora titular entre 1995 y 2007, y catedrática de Universidad desde 2008.
Fue la primera catedrática española en el campo de la inteligencia artificial, y desde 2016, vicerrectora de Investigación, Innovación y Doctorado en la Universidad Politécnica de Madrid (UPM). Es la investigadora principal del proyecto IBM-Watson financiado por IBM USA tras una convocatoria del Shared University Research (SUR) Awards. Ha recibido numerosos reconocimientos por sus trabajos de investigación en el campo de la inteligencia artificial, como el premio que recibió en 2015 en los Premios Nacionales de Informática y el Premio Nacional Ada Byron a la Mujer Tecnóloga. El Open Data Institute del Reino Unido, creado por Tim Berners Lee, seleccionó al Ontology Engineering Group como sede del nodo en Madrid y a Gómez como responsable.
En 2010 fue una de los veintisiete investigadores invitados por la Fundación Madrid+d en la Comunidad de Madrid para participar en «La esquina europea: ser un científico en Europa, 27 experiencias». El 24 de septiembre de ese mismo año, Madrid+d le invitó a participar en «La Noche de los Investigadores», como una actividad enmarcada en el Programa PEOPLE del 7.º Programa Marco de la UE.
En 2015 inauguró el nuevo portal de datos abiertos de la Biblioteca Nacional de España, que permite nuevas formas de acceso a los catálogos y a los documentos de la BNE utilizando tecnologías semánticas, con la misma idea que ya defendió en 2008 sobre el ahorro de tiempo para las búsquedas que supone la web semántica. Desde 2018 es Vicerrectora de Investigación, Innovación y Doctorado en la Universidad Politécnica de Madrid y Fellow de la European Academy of Sciences (EurAsc).
El 7 de abril de 2022 fue elegida por el pleno de la Real Academia Española como nueva académica para ocupar la silla "q" que estaba vacante por el fallecimiento de Gregorio Salvador en 2020.
El 21 de mayo del 2023 ingresó en la RAE con un discurso en el que, entre otras cosas, dijo:

El verificador, además de avanzar en los aspectos de corrección ortográfica, léxica, sintáctica, gramatical y de estilo, debería sugerir redacciones alternativas para mejorar el estilo, el acomodo a la variación lingüística de cada usuario, explicando siempre los motivos de la sugerencia o corrección.
Asunción Gómez-Pérez.

## Áreas de investigación
Entre sus áreas de investigación y visibilidad internacional se incluyen la ingeniería ontológica, la web semántica, los datos enlazados, el multilingüismo en datos y la gestión del conocimiento. Ha participado en la creación a nivel mundial del área de Ontologías y Web Semántica desde sus comienzos, en la década de los noventa. Una muestra de su proyección internacional aparece en el estudio de Female Semantic Web Researchers: Does Collaboration with Male Researchers Influence their Network Status, en donde se le identifica como una de las tres mujeres con mayor éxito e influyentes en temas de web semántica del mundo.
A su regreso de la Universidad de Stanford  crea el Ontology Engineering Group (OEG), que dirige desde 1995. Desde el año 2012, el OEG ocupa el 8.º puesto en el ranking de los grupos de investigación de la UPM (primer grupo de investigación en la Facultad de Informática). El OEG está compuesto por un grupo de treinta y cinco personas, de las cuales diecinueve son doctores, y en él se han formado más de ciento cincuenta estudiantes.

## Premios y reconocimientos
- Desde 2016 es vicerrectora de Investigación, Innovación y Doctorado en la Universidad Politécnica de Madrid y fellow de la European Academy of Sciences (EurAsc).[13][18]
- En 2022 fue seleccionada por la Real Academia de la Lengua para ocupar ocupando la silla «q».[14]Su ingreso se formalizó el 21 de mayo de 2023.[4]
- 2014: Premio en el III Curso de Comercialización de Tecnologías UPM por su potencial de negocio al software Opps! (OnTology Pitfall Scanner!).[6]
- 2015: Premio ARITMEL,[19]Premio Anual de Investigación de la UPM,[20] Premio a las Mejores Ideas de Negocio XII actúaupm,[21][22] Premio Nacional Ada Byron a la Mujer Tecnóloga.[1][7]
- 2018: Premio Know Square a la Trayectoria Divulgativa Ejemplar.[23]
- 2022: Premio Círculo de Valores otorgado por el Círculo Empresarial San José, Premio Extremeños de HOY otorgado por el diario HOY de Extremadura.
- 2023: Premio Nacional de Ingeniera Informática otorgado por los colegios profesionales de informática en su primera edición, Premio Mujeres que Rompen de la Delegación del Gobierno en Extremadura.
- 2024: Medalla de Extremadura.